# Hostouň (district de Domažlice)
Pour les articles homonymes, voir Hostouň.
Hostouň (en allemand : Hostau) est une ville du district de Domažlice, dans la région de Plzeň, en République tchèque. Sa population s'élevait à 1 226 habitants en 2022.

## Géographie
Hostouň se trouve à 18 km au nord-ouest de Domažlice, à 48 km à l'ouest-sud-ouest de Plzeň et à 133 km à l'ouest-sud-ouest de Prague.
La commune est limitée par Stráž au nord, par Vidice, Horšovský Týn et Srby à l'est, par Drahotín et Poběžovice au sud, et par Mutěnín et Bělá nad Radbuzou à l'ouest.

## Histoire
La première mention écrite de la localité date de 1247. La commune a le statut de ville depuis le 10 octobre 2006.

## Administration
La commune se compose de onze sections :
- Babice u Holubče
- Holubeč
- Horoušany u Hostouně
- Hostouň u Horšovského Týna
- Mělnice
- Mírkovice
- Přes
- Skařez
- Slatina u Hostouně
- Svržno
- Štítary nad Radbuzou

## Galerie

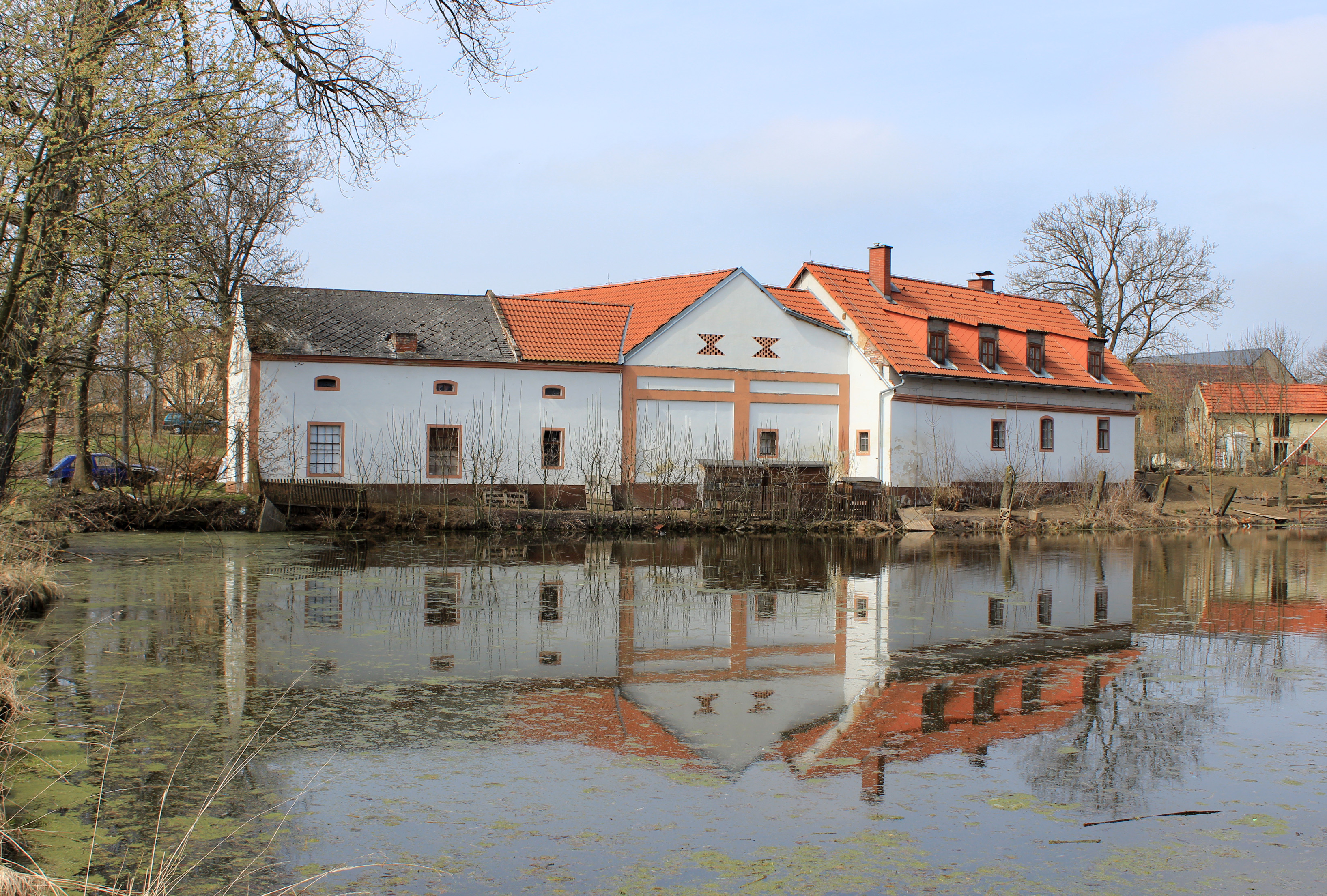
Maison et étang à Přes.
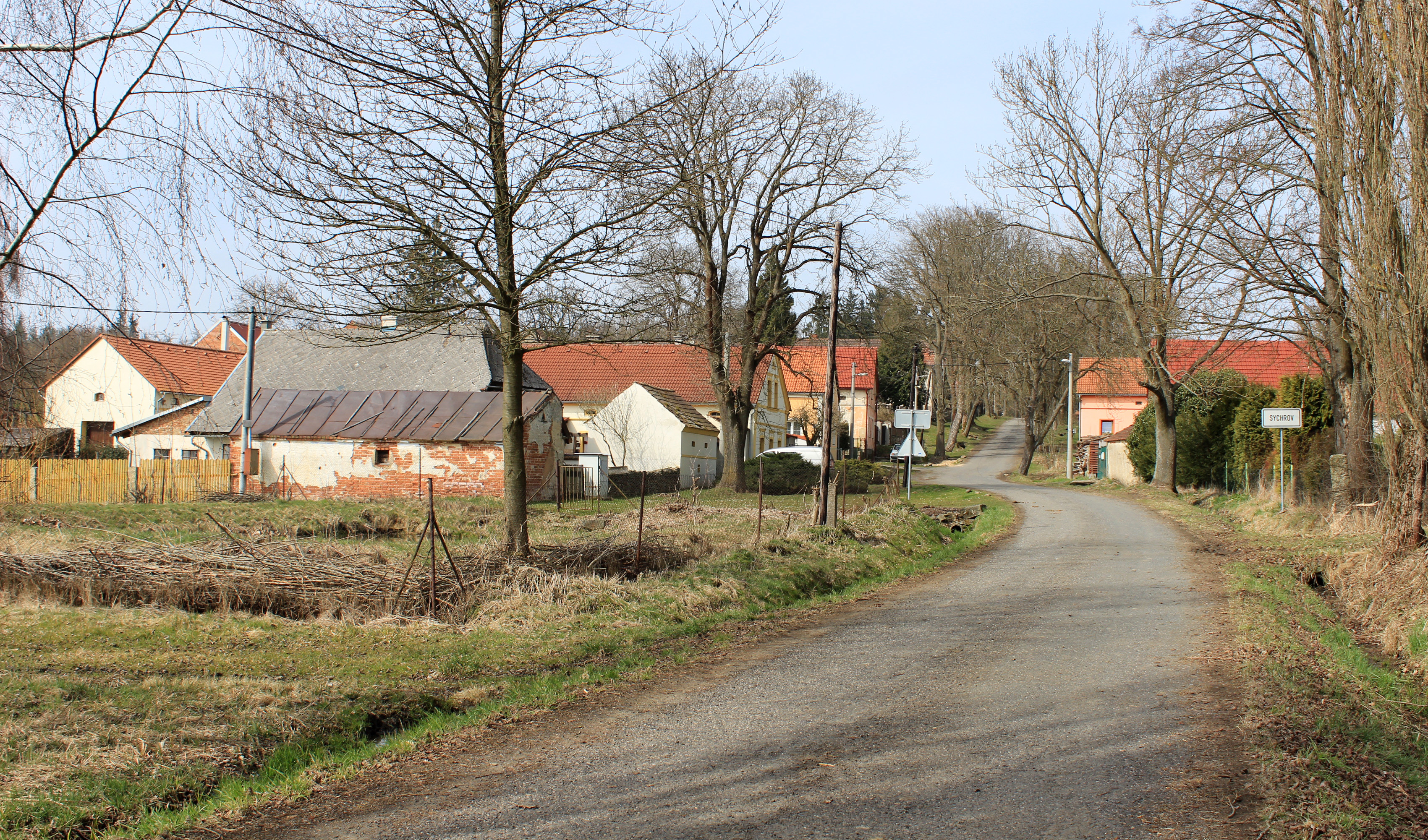
Sychrov.

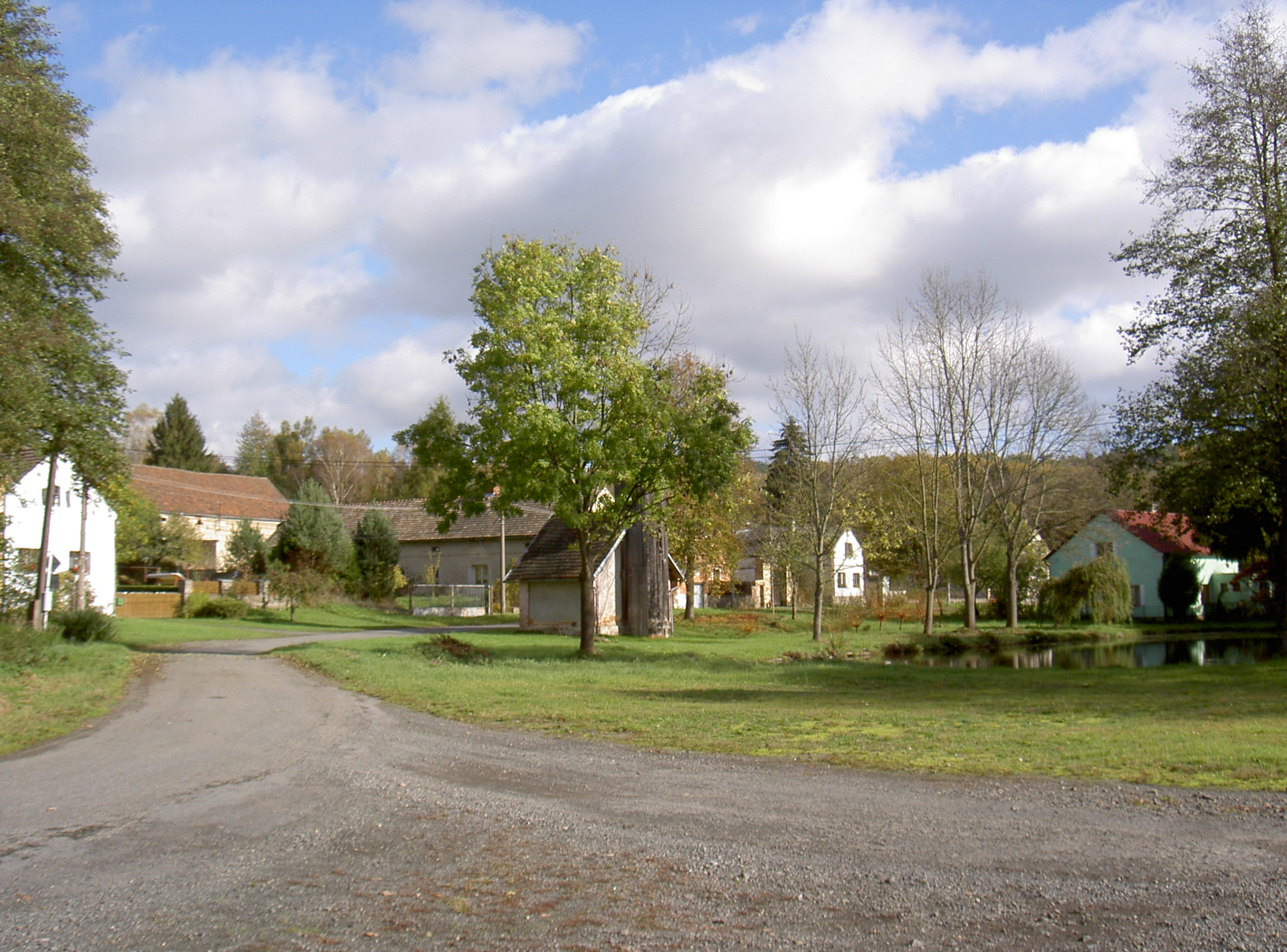
Melnice.
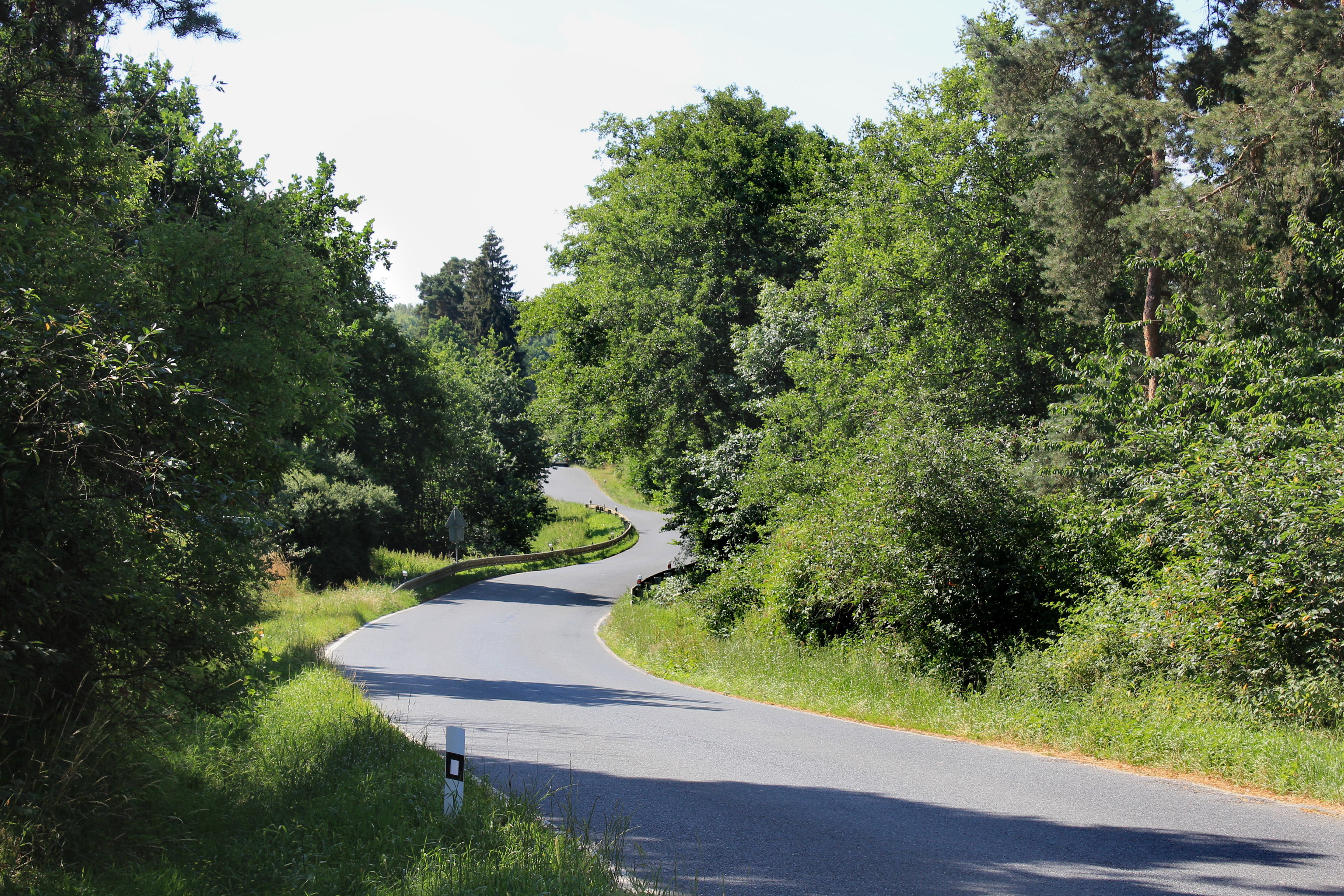
Route 195 près de Slatina.

## Transports
Par la route, Hostouň se trouve à 22 km de Domažlice, à 59 km de Plzeň et à 165 km de Prague.